# Francisque Couchet
Francisque (ou Francisco) Couchet foi um arquiteto franco-suíço que atuou no Brasil.
Em São Paulo, projetou o Parque da Várzea do Carmo (hoje, Parque Dom Pedro II), em 1918, adaptando a proposta inicial do também francês Antoine Bouvard, de 1911. Trabalhou com Heitor de Mello. Após a morte de Mello, assumiu o seu escritório ao lado do colega Archimedes Memoria, com quem projetou importantes edifícios no Rio de Janeiro na década de 1920. Entre as obras da dupla se destacam o Palácio Pedro Ernesto, a adaptação do antigo Arsenal de Guerra, o Pavilhão de Festas para a Exposição Internacional do Centenário da Independência, o Palácio Tiradentes e o Jockey Club Brasileiro. A sociedade com Memoria se manteve até 1929.
Seu estilo era influenciado pelo ecletismo e pelo Renascimento italiano.